# Eleccions presidencials de São Tomé i Príncipe de 1991
Les primeres eleccions presidencials van tenir lloc a São Tomé i Príncipe el 3 de març de 1991, ja que anteriorment el president havia estat elegit per l'Assemblea Nacional. Al final, només un candidat, Miguel Trovoada, es va postular per al càrrec, i va ser elegit sense oposició. Va jurar com a segon president de São Tomé i Príncipe el 3 d'abril.

## Candidats
Tres candidats van manifestar la seva intenció de participar en les eleccions; Miguel Trovoada, antic Primer Ministre hi participava com a independent (amb el suport de PCD-GR i CODO), Monso dos Santos del Front Democràtic Cristià (FDC) i Guadalupe de Ceita, una candidata independent. Manuel Pinto da Costa, president des de la independència en 1975, va declarar que es presentaria a les eleccions i que es retirava de la política. El MLSTP-PSD no va presentar un candidat alternatiu.
En febrer, menys d'un mes abans de les eleccions, tant Monso dos Santos com Guadalupe de Ceita retiraren llurs candidatures i deixaren Trovoada com a únic candidat. La participació fou del 60,0%.

## Resultats
| Candidat            | Partit            | Vots   | %   |
| ------------------- | ----------------- | ------ | --- |
| Miguel Trovoada     | Independent       | 26.604 | 100 |
| Invàlids/en blanc   | Invàlids/en blanc | 5.919  | -   |
| Total               | Total             | 32.523 | 100 |
| Font: Nohlen et al. |                   |        |     |